# Taiwan-jingū
Le grand sanctuaire de Taïwan (japonais : 台湾神宮 (たいわんじんぐう) ; romaji : Taiwan-jingū ; chinois traditionnel : 臺灣神宮 ; chinois simplifié : 台湾神宫 ; pinyin : Táiwān shéngōng) était à Taïwan, lors de la domination coloniale japonaise, le sanctuaire shinto de rang le plus élevé parmi les soixante-six officiellement reconnus dans l'île ; c'était aussi l'un des plus élevés en altitude.

## l'histoire
C'est en 1901 (Meiji 34) qu'est construit le « sanctuaire de Taïwan » (Taiwan-jinja, 台湾神社), appelé à être le sanctuaire tutélaire de l'île, au sommet de la montagne Jiantan-Yuanshan sur le territoire du village de Jiantan dans le nord de Taipei. C'était le deuxième sanctuaire shinto à être établi dans l’île après celui de Tainan consacré à Koxinga ; il s’agit d’un projet important pour lequel le gouverneur-général de Taïwan ne laisse rien au hasard. Parmi les propriétaires privés priés de céder la place au sanctuaire se trouve le consulat de France.
On fait appel à des architectes renommés, Itō Chūta et Takeda Goichi (及武田五一), qui sont chargés de la conception ; Kiko Kiyoyoshi (木子清敬) est maître d'œuvre. Le sanctuaire couvre une surface de presque 5 ha sur trois niveaux. Les divinités vénérées (祭神, saijin) sont le prince Yoshihisa, mort pour la conquête de l’île et les trois kamis de la civilisation (国魂 : Kunimaku ; 大国主 : Ookuninushi et Sukunabikone). Le gouverneur-général désigne le 28 octobre comme jour anniversaire du sanctuaire (台湾神社際, Taiwan-jinjasai) et jour férié dans tout Taiwan. Pour en faciliter la visite, la gare de Miya no shita (宮ﾉ下) est établie sur la ligne de chemin de fer de Danshui et le pont Meiji est construit sur la rivière Keelung.
Le 12 avril 1923, le prince héritier Hirohito, qui deviendra l'empereur Shōwa trois ans plus tard, entreprend une tournée de deux semaines de Taiwan. En prévision de sa visite au sanctuaire est tracée l'« avenue des Émissaires impériaux » (敕使街道, Chokushi kaidō, actuelle Chungshan North Road) qui le relie à la gare de Taipei.
En 1936, la politique de japonisation des populations colonisées est appliquée à Taïwan. Dans ce cadre est décidé l'aménagement de la zone voisine de Dazhi (大直) et la réorganisation du site : le sanctuaire sera légèrement déplacé tandis qu’à l’est sera édifié un sanctuaire dédié aux héros morts pour la patrie (gokoku-jinja, 護國神社). Les travaux débutent en 1937 sous la direction de Sunami Takashi (角南隆) et Ide Kaoru (井手薰).
Le sanctuaire des Héros est achevé en 1942. Cette année-là, lors de la fête anniversaire du Taiwan-jinja, le site reçoit quelque 150 000 visiteurs. En 1944 (Shōwa 19), l’entrée d’Amaterasu parmi les kamis vénérés marque l’accession du Taiwan-jinja au rang de « grand sanctuaire ». L’inauguration est prévue pour le 28 décembre, mais le 23 octobre 1944, peu avant la fête anniversaire, un avion de transport de passagers s'écrase au sommet de la montagne Yuanshan. L'accident et les incendies qui s'ensuivent détruisent l'arche cérémonielle et des lanternes de pierre, entre autres structures importantes. La défaite du Japon est proche et le sanctuaire ne sera jamais reconstruit.
En effet, après la Seconde Guerre mondiale, sur le site du sanctuaire d’origine est construit l'Hôtel de Taïwan ; il deviendra en 1952 le Grand Hôtel qui sera rebâti en 1973 sous sa forme actuelle, recouvrant les sites de l’ancien et du nouveau sanctuaire. Ce dernier se trouvait à l’emplacement de l’actuel Yuanshan Club of Taipei inclus dans le Grand Hôtel. Le siège de Radio Taiwan International est transféré en 1946 sur le domaine du grand sanctuaire.
Du sanctuaire shinto ne restent en 2013 que quelques reliques :
- deux lions-gardiens en avant du Grand Hôtel et deux autres dans le square de Jiantan ;
- deux buffles de cuivre à l'entrée du musée national de Taïwan ;
- une lanterne de pierre au parc des enfants de Yuanshan ;
- une partie de l’arche cérémonielle transformée en pilier sculpté dans un temple de Sanxia.

## Galerie

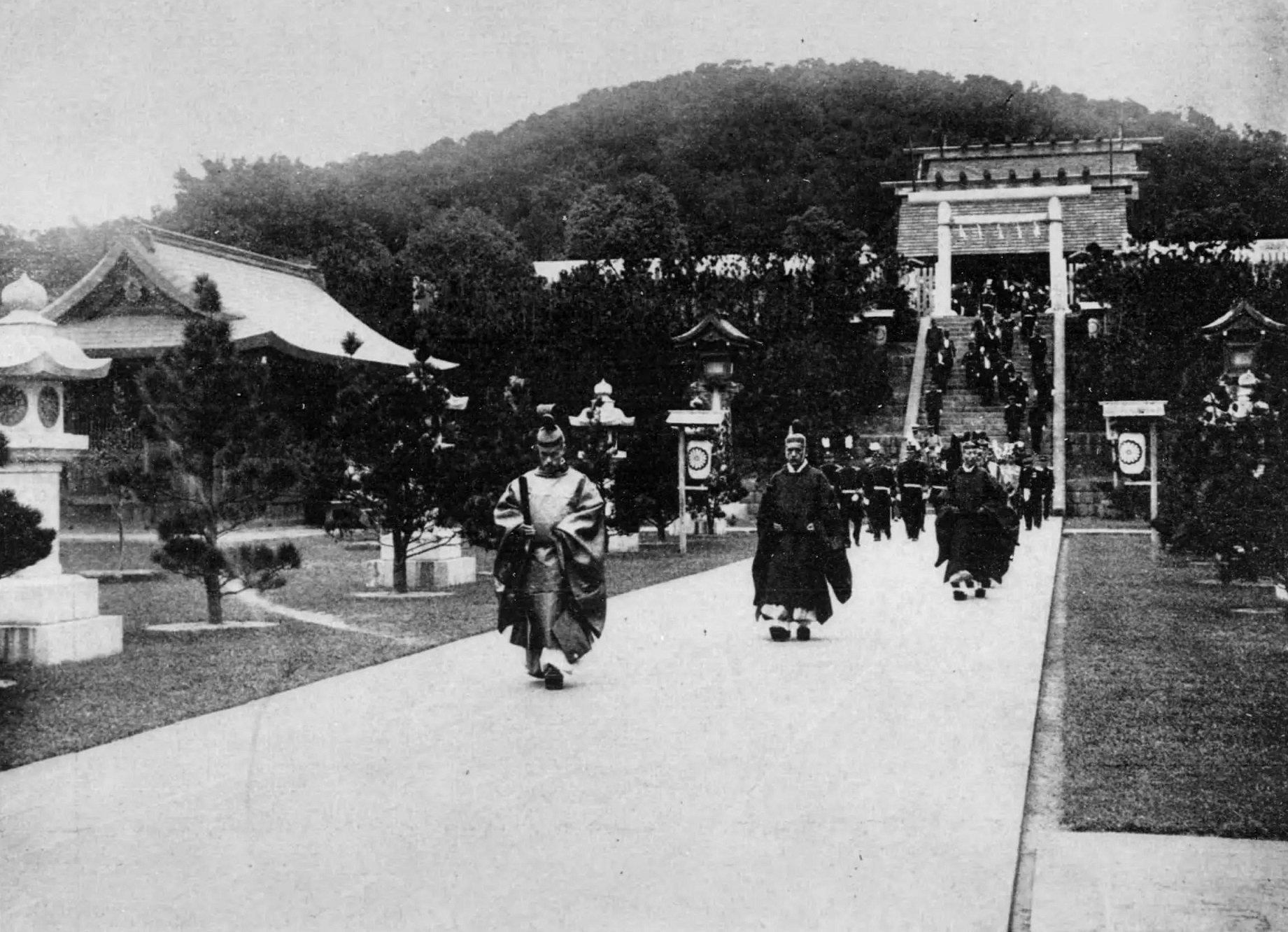
Les rites commémoratifs du prince Kitashirakawa Yoshihisa au sanctuaire de Taiwan, le 28 octobre 1913.
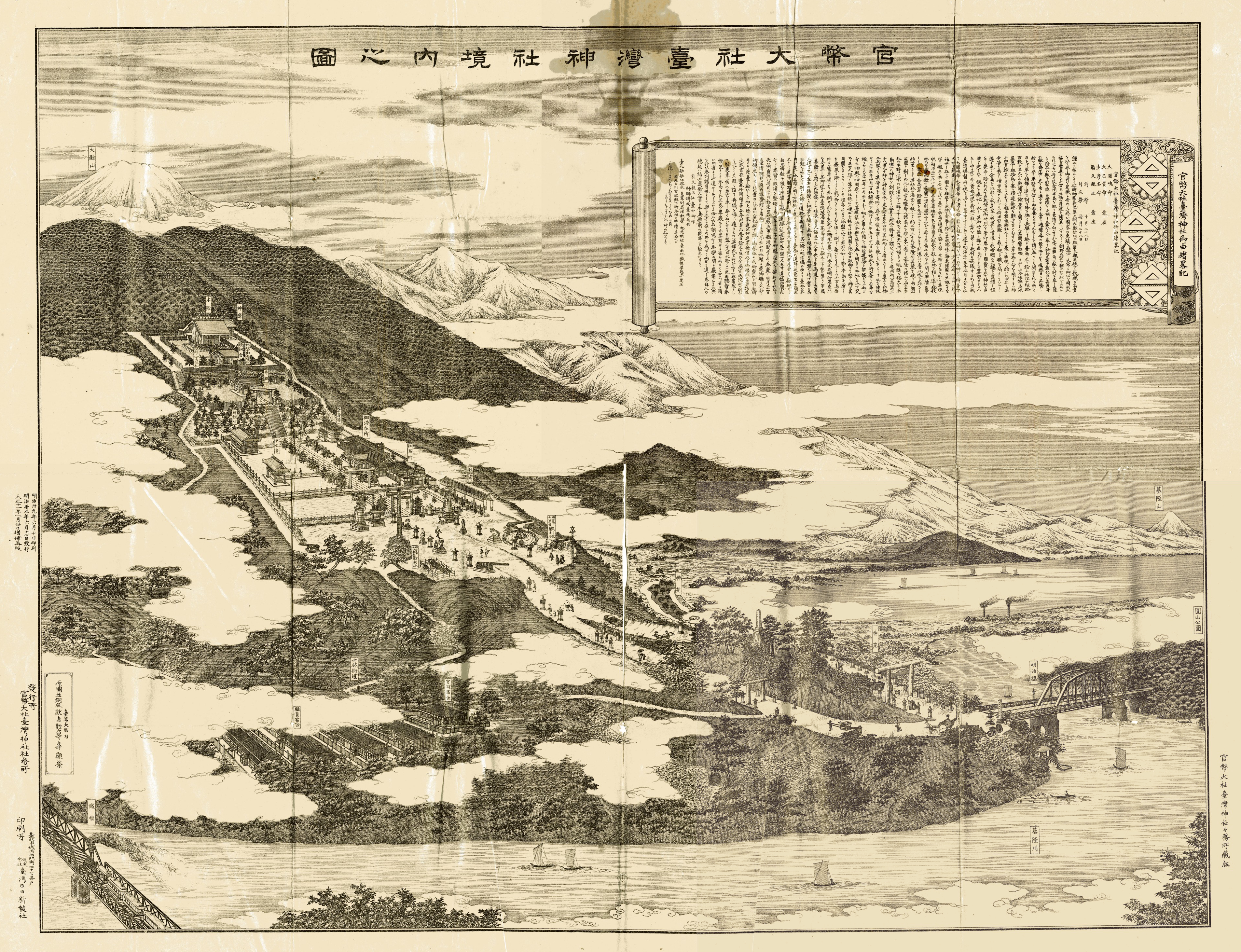
Peinture du grand sanctuaire de Taïwan durant la domination coloniale japonaise. Au bas de la peinture se trouve la rivière Keelung et dans le coin inférieur droit le pont de Meiji est partiellement visible.
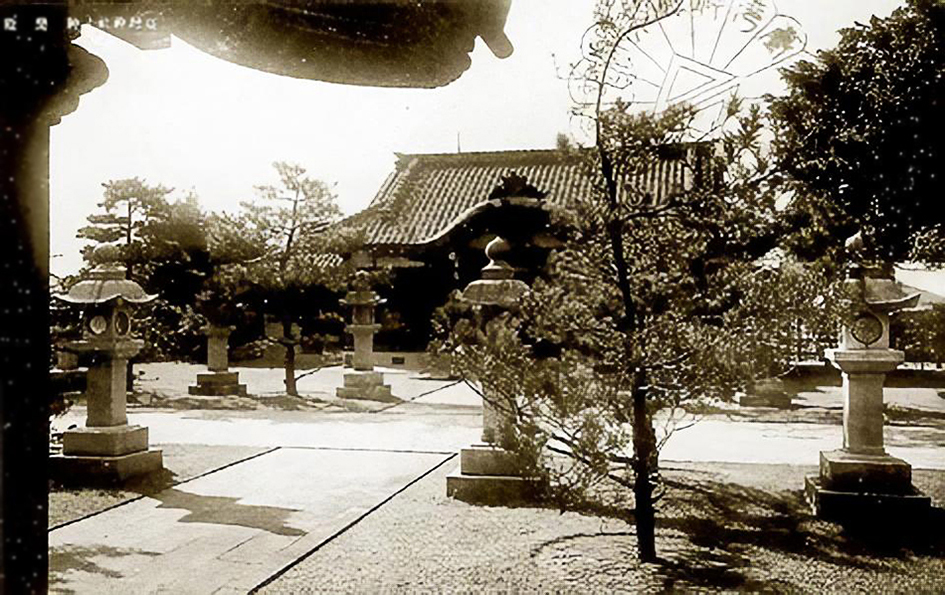
Carte postale du grand sanctuaire de Taïwan éditée par le gouverneur général. Le sceau impérial est visible dans la partie supérieure droite.
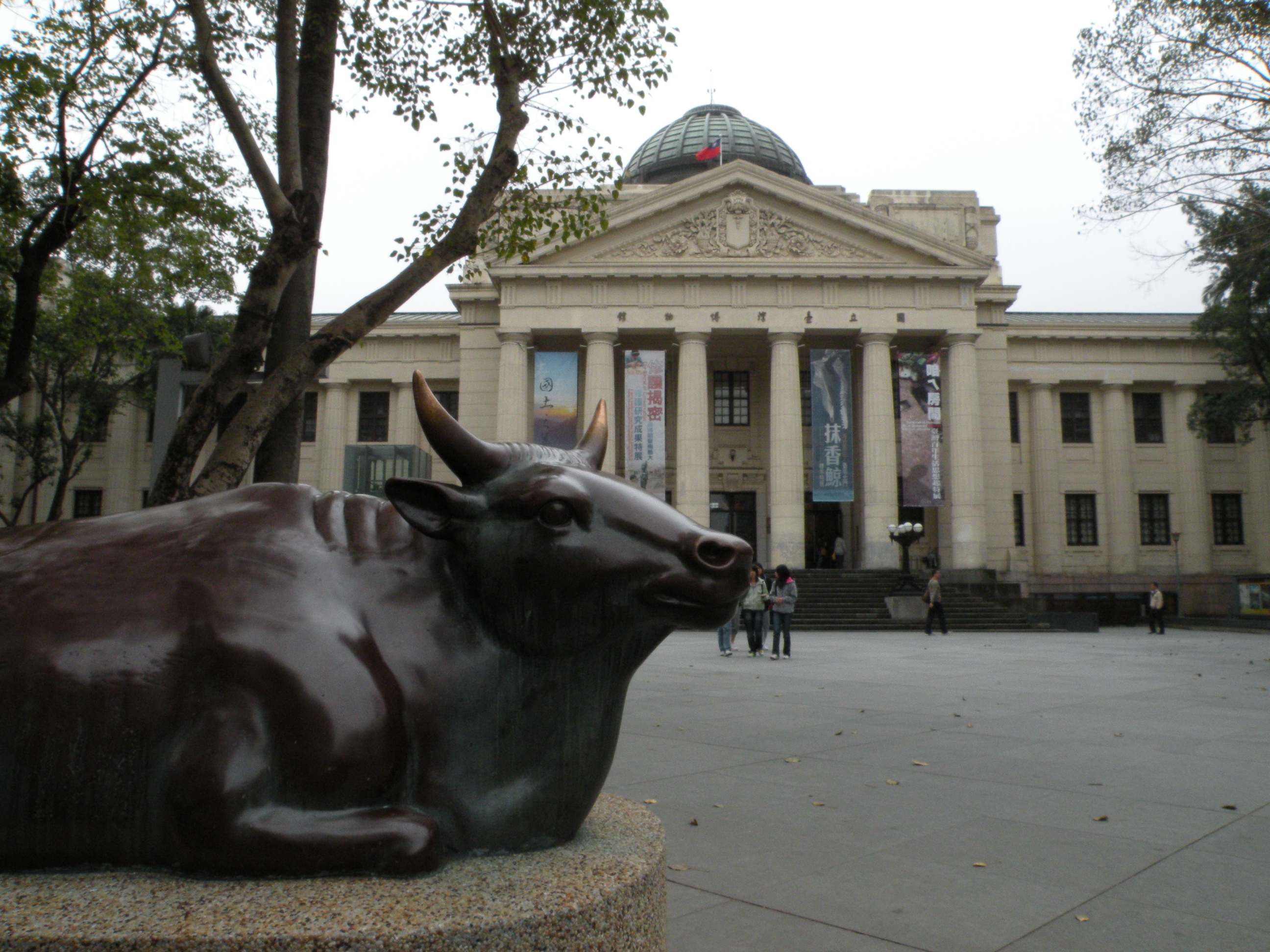
Ce buffle de cuivre à l'entrée du musée national de Taïwan depuis la fin de la Seconde Guerre mondiale provient à l'origine du grand sanctuaire.

## Source de la traduction
- (en) Cet article est partiellement ou en totalité issu de l’article de Wikipédia en anglais intitulé « Taiwan Grand Shrine » (voir la liste des auteurs).